# Dark Ages: Inquisitor
Dark Ages: Inquisitor è un gioco di ruolo horror, parte della serie Dark Ages del Mondo di tenebra, pubblicato nel 2002 dalla White Wolf.

## Storia editoriale
Nel 2002 la White Wolf tornò a pubblicare ambientazioni storiche per il mondo di Tenebra, ma invece di pubblicare ambientazioni a sé stanti come in precedenza, pubblicò  Vampiri: i secoli bui (Dark Ages: Vampire) come manuale base, al quale aggiunse supplementi dedicati agli altri gruppi magici, tra cui gli inquisitori.

## Ambientazione
Sebbene pubblicato come supplemento il manuale era pensato per essere usato da solo permettendo ai giocatori di assumere il ruolo di membri della Shadow Inquisition, consistente di varie fazioni laiche e monastiche, come i Red Brethren o la House of Murnau. Nell'utilizzarlo come crossover o supplemento per una campagna di Dark Ages: Vampire, si doveva prestare attenzione perché il livello di potere di un inquisitore permette ad un gruppo di questi di media abilità di distruggere legioni di vampiri, altrimenti descritti come i principali "predatori" dell'ambientazione. Seppur paragonabili come ruolo a quello ricoperto dai cacciatori in Hunter: The Reckoning e gestiti in maniera simile, il loro livello di potere era molto più alto.
Molti master hanno utilizzato questo libro come guida per creare personaggi non giocanti,  membri della Society of Leopold nell'ambientazione moderna del Mondo di Tenebra. Nell'ambientazione la Society of Leopold è una discendente moderna degli inquisitori della Shadow Inquisition. Il risultato finale è la creazione di antagonisti molto pericolosi per i personaggi giocanti.

## Pubblicazioni
- Emily K. Dresner-Thornber, Myranda Kalis, Matthew McFarland, Anthony Ragan, Sarah Roark, C.A. Suleiman, Adam Tinworth, Janet Trautvetter, Dark Ages: Inquisitor, White Wolf, 2002
- Kraig Blackwelder, Myranda Kalis, Jonathan L. Shepherd, Adam Tinworth, Janet Trautvetter, Dark Ages: Inquisitor Companion, White Wolf, 2004